# Złotów
Złotów ['zwɔtuf] (deutsch Flatow) ist eine Stadt in der polnischen Woiwodschaft Großpolen. In der Stadt hat die sie umgebende Landgemeinde (Gmina) Gmina Złotów ihren Sitz.

## Geographische Lage

1914: Flatow und Umgebung

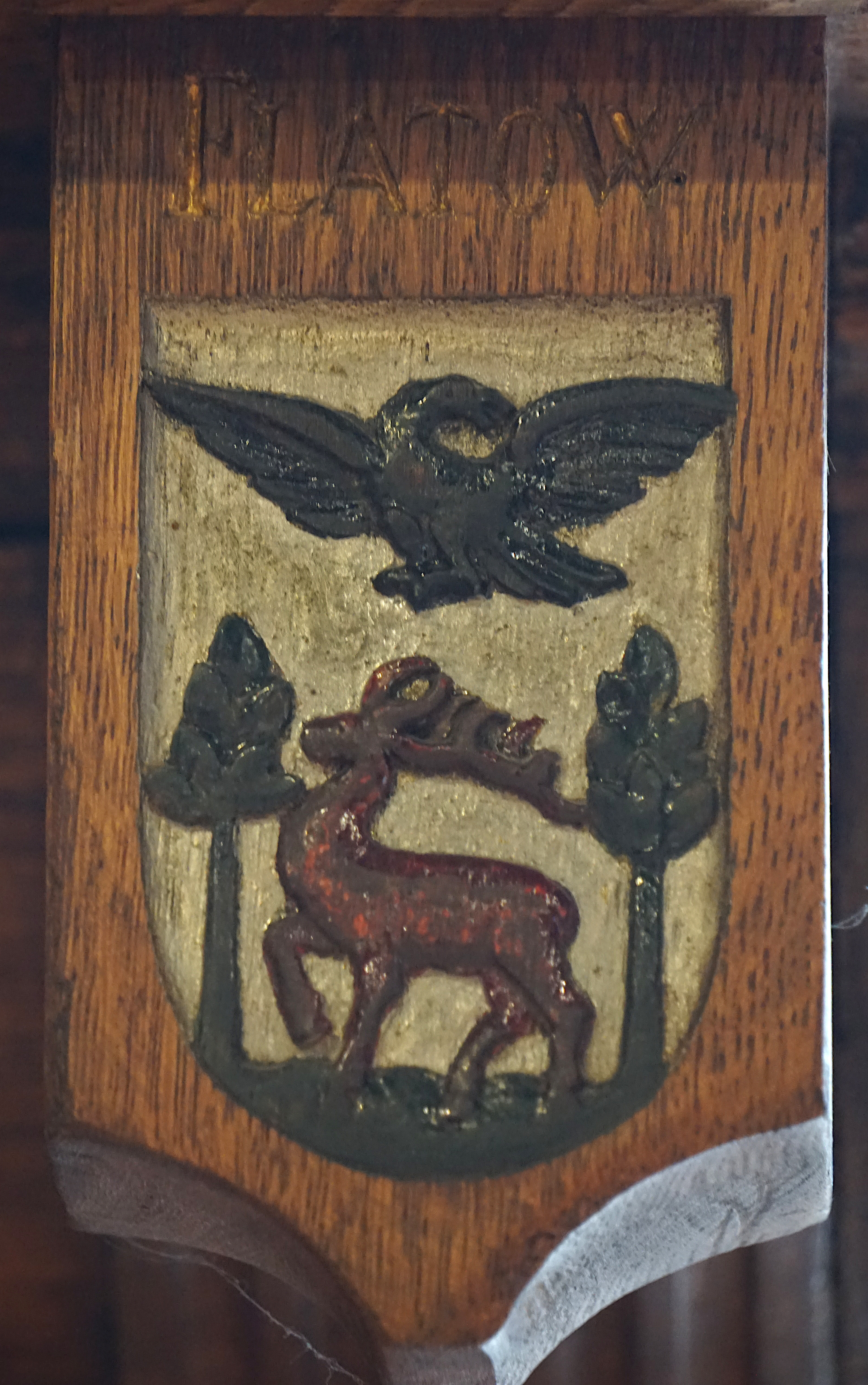
Wappen von Flatow im Plenarsaal des altstädtischen Rathauses in Danzig

Die Stadt liegt im historischen Westpreußen am linken Ufer des Flusses Glumia (poln. Głomia), etwa 30 Kilometer nordöstlich der Stadt Piła (Schneidemühl) und 110 Kilometer nördlich der Stadt Poznań (Posen). In ihrer Umgebung befinden sich mehrere Seen.

## Geschichte

Flatow in Westpreußen, südöstlich von Neustettin, östlich von Deutsch Krone, nordwestlich von Bromberg, auf einer Karte von 1908

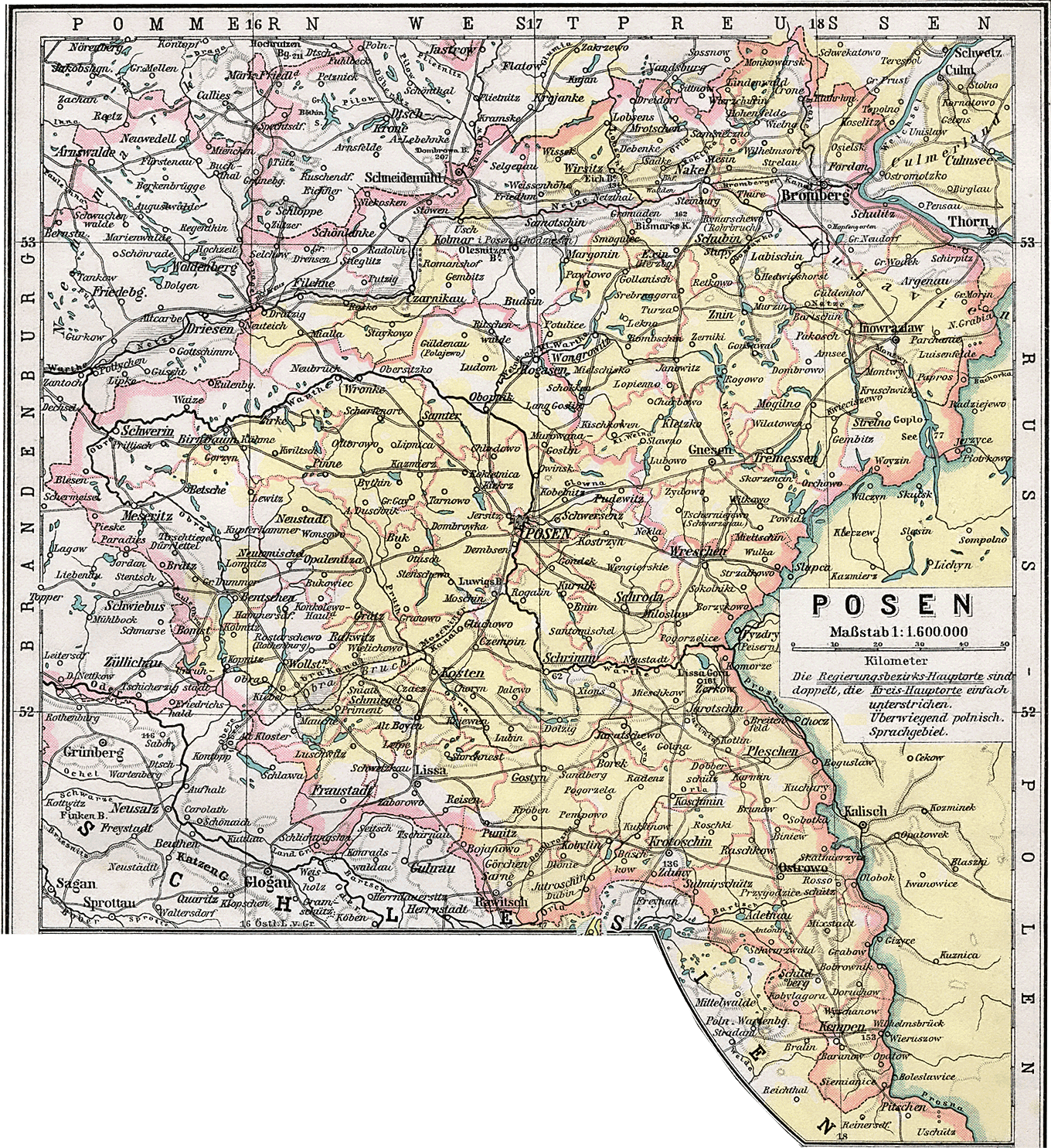
Flatow am oberen Kartenrand nordöstlich von Schneidemühl auf einer Karte der Provinz Posen aus dem Jahr 1905 (gelb markiert sind Gebiete mit mehrheitlich polnischsprachiger Bevölkerung)

Am Ufer des Babbensee wurden Reste eines Burgwalls aus der Zeit um 700 n. Chr. gefunden. Man nimmt an, hier habe ein Stammeshäuptling seinen Sitz gehabt.
Ab Mitte des 12. Jahrhunderts regierten die Samboriden das Land westlich der unteren Weichsel. Wieweit ihr Herrschaftsgebiet, nach Tczew/Dirschau, dem Hauptsitz der Herzöge, als Land Dirsova bezeichnet, sich nach Süden erstreckte, ist nicht genau bekannt. Dieses Herzogshaus starb 1294 aus. Die Herrschaft des Ordens reichte nicht so weit nach Süden.

Im Jahr ihrer ersten Erwähnung 1370 wurde Flatow als Stadt namens Velatow oder Wielatow bezeichnet, nach Magdeburger Stadtrecht und unter polnischer Herrschaft (Zum Vergleich: In Danzig galt unter den Samboriden Lübisches Recht, unter dem Deutschen Orden Kulmer Recht). Kurzzeitig überließ der polnische König Kasimir III. seinem Enkel, dem Herzog Kasimir IV. von Pommern-Stolp, um 1375 die Stadt zum Lehen. Andererseits gehörte sie da auch schon zur Woiwodschaft Kalisz, die in der ersten Hälfte des Jahrhunderts eingerichtet worden war. 
1532 erhielt Flatow, das inzwischen stadtherrschaftliche Mediatstadt geworden war, (wieder?) Marktrecht. 1619 wurde mit einer von Jan Potulicki unterzeichneten Urkunde die katholische Pfarrgemeinde Mariä Himmelfahrt gegründet. Sie erhielt unter anderem neuen Hufen Land und 3000 Gulden. Die turmlose Kirche wurde allerdings erst 1660 durch ihren Stadtherren Andreas Grundinski erbaut. Eine evangelische Kirche bestand schon seit der Reformation, sie wurde während des Dreißigjährigen Krieges zerstört, aber 1652 wieder aufgebaut. Im Polnisch-Schwedischen Krieg wurde 1657 die Flatower Burg von den Schweden angriffen. Durch den Beschuss wurden auch Teile der Stadt, unter anderem das Rathaus zerstört. Nachdem 1688 die Familie Grudzinski ausgestorben war, übernahmen die Dzialynscys die Stadtherrschaft.
Während der Jahre 1709 und 1711 wurde auch Flatow von der Pest heimgesucht. Der Seuche fielen 1650 Einwohner zum Opfer. Zur Versöhnung mit dem zürnenden Gott wurde auf dem Friedhof eine dem heiligen Rochus geweihte Kapelle errichtet. Während des Nordischen Krieges marschierten russische Truppen in den Jahren 1717 und 1718 durch die Stadt. 1734 wurde die Stadt im Laufe des Polnischen Thronfolgekriegs durch russische Truppen zerstört.
Im Rahmen der Ersten Polnischen Teilung, mit der die Wiedervereinigung Preußens einherging, kam Flatow 1772 zum Königreich Preußen und wurde dem Netzedistrikt zugeordnet. Die Stadt hatte sich inzwischen zu einem wirtschaftsstarken Brauerei- und Tuchmacherzentrum entwickelt, wobei der Handel weitgehend in jüdischer Hand lag. 1788 wechselte erneut die Stadtherrschaft, nachdem sie Johann von Farenfeld erworben hatte. Dieser verkaufte die Stadt bereits zehn Jahre später an Johann Karl von Gerhardt.

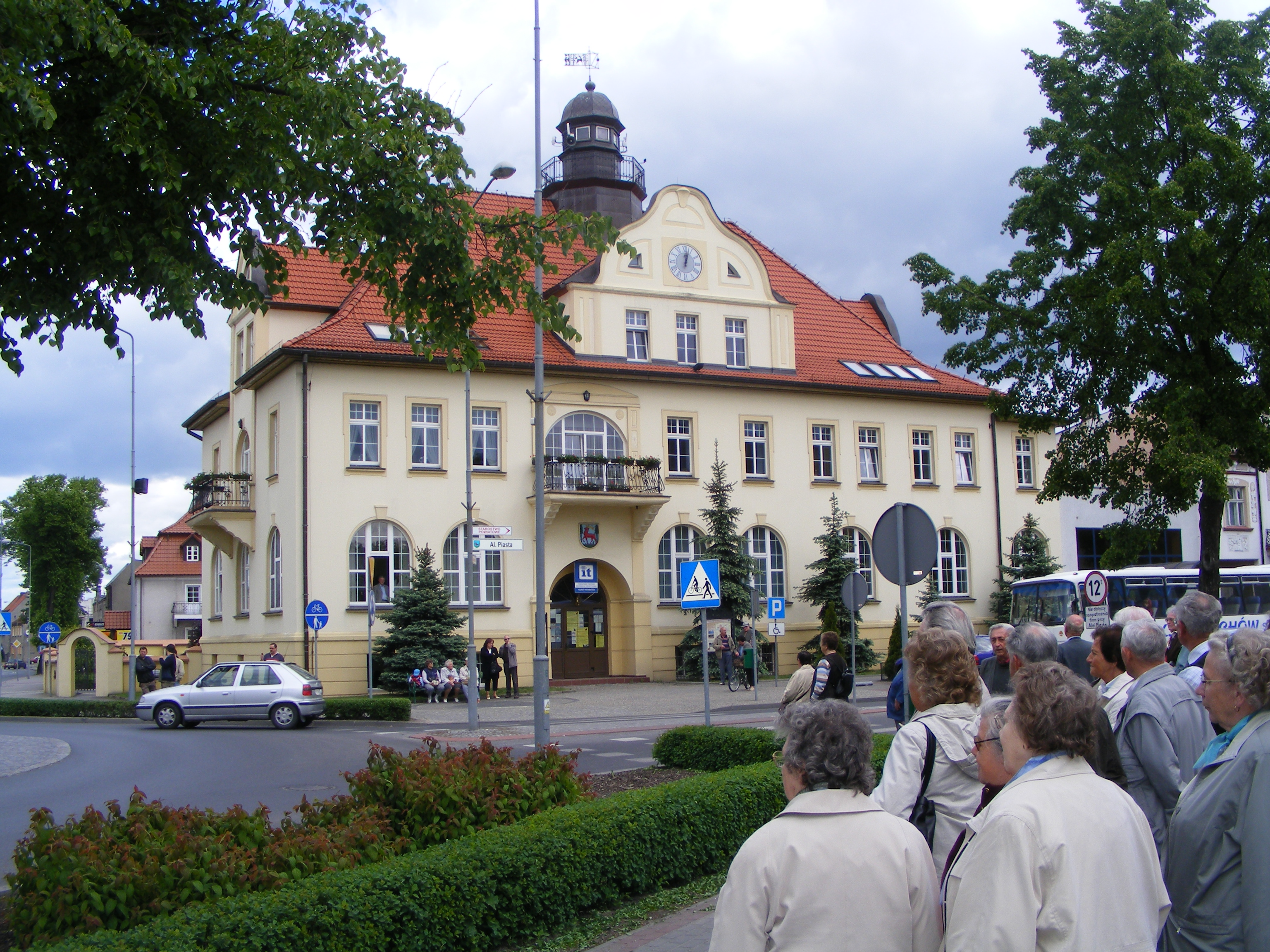
Rathaus
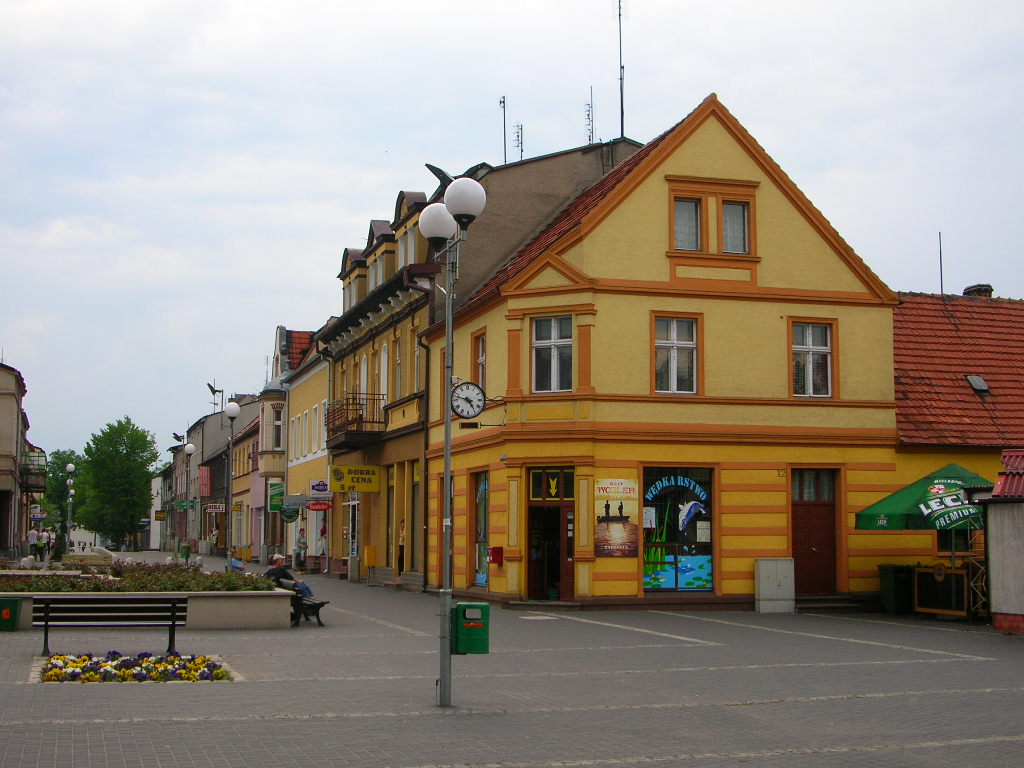
Straßenzug
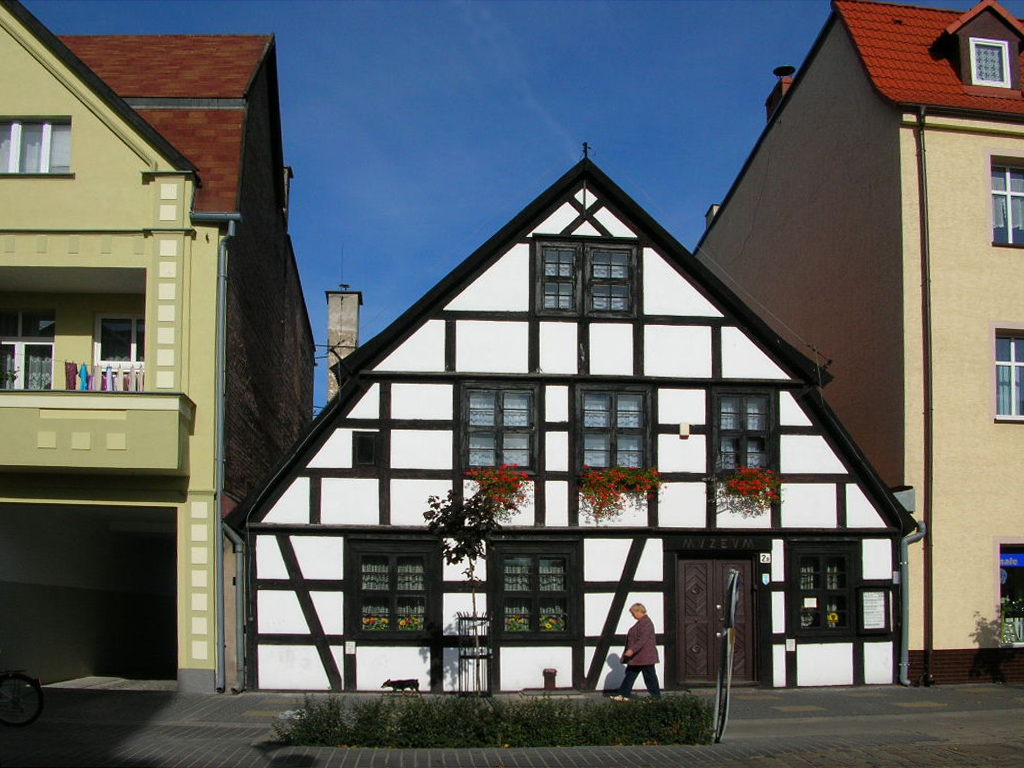
Heimatmuseum
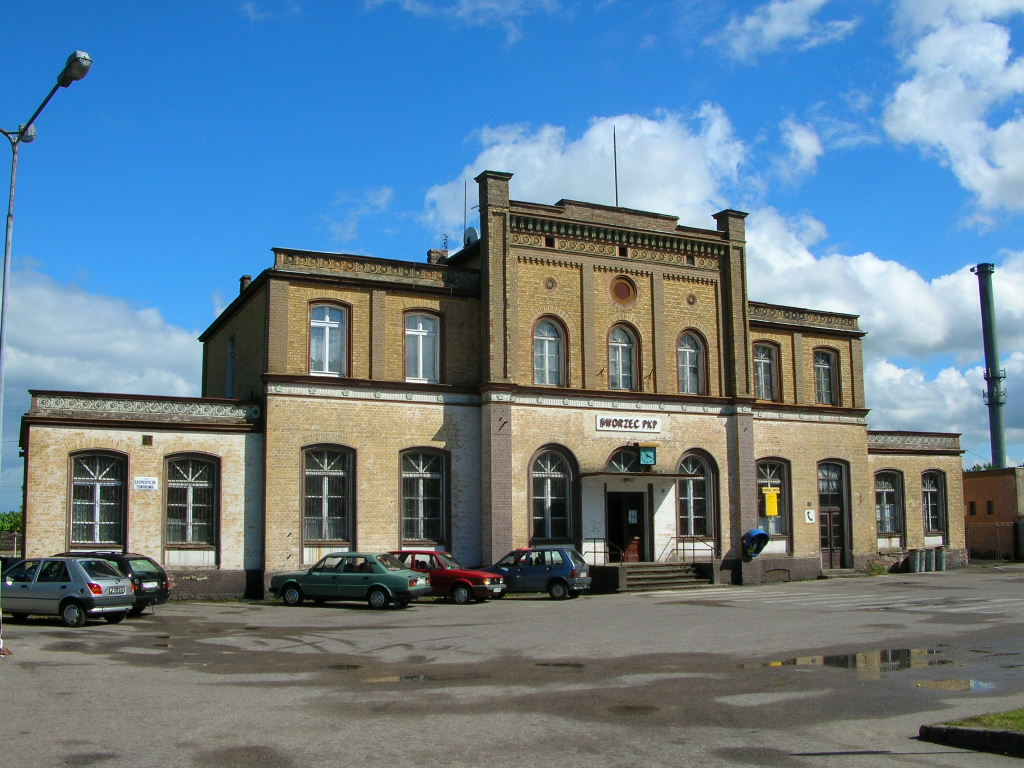
Bahnhof

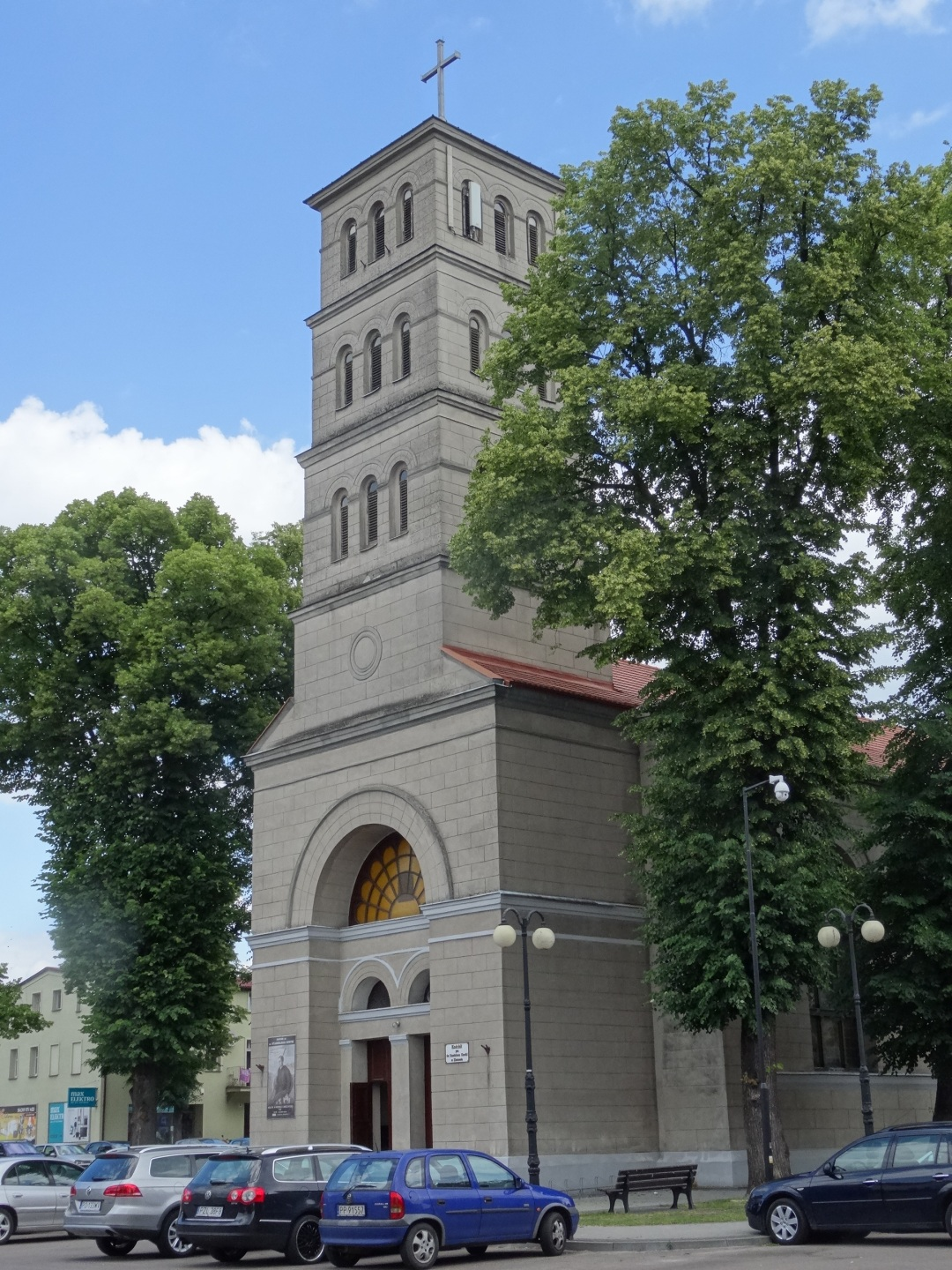
Ehemals evangelische Kirche, entworfen von Karl Friedrich Schinkel

1803 gab es den letzten großen Stadtbrand, nach mehreren ähnlichen Katastrophen bereits im 17. und 18. Jahrhundert. Durch die Einführung einer neuen preußischen Territorialverwaltung wurde Flatow 1818 Kreisstadt des Kreises Flatow und lag nun in der Provinz Westpreußen. 1820 erwarb das preußische Königshaus die Stadt für 800.000 Taler mit der Festlegung, dass der jeweils älteste Verwandte des Königs die Eigentumsrechte ausübt.
Auf Veranlassung König Friedrich Wilhelms III. erhielt Peter Joseph Lenné 1822 den Auftrag, die Stadtanlagen zu gestalten, und Karl Friedrich Schinkel wurde damit betraut, den Entwurf für eine neue evangelische Kirche zu erstellen. Diese Kirche wurde Dienstsitz eines Superintendenten, dessen Diözese (Kirchenkreis) Teil der altpreußischen Kirchenprovinz Westpreußen war.
Ab 1871 entwickelte sich Flatow zu einem Eisenbahnknotenpunkt. Zu der sich daraufhin entwickelnden Industrie gehörte auch die 1881 von Franz Welsch gegründete Bierbrauerei, die sich zu einer der größten in Westpreußen entwickelte. 1907 wurde ihr der Titel „Königlicher Hoflieferant“ verliehen. 1912 entstand mit dem Wasserturm ein heute noch vorhandenes Wahrzeichen der Stadt.
Aufgrund der Bestimmungen des Versailler Vertrags mussten 1919 zwei Fünftel des Kreises Flatow zwecks Verlegung eines Polnischen Korridors auf preußischem Territorium zur Ostseeküste hin an die Zweite Polnische Republik abgetreten werden, doch die Stadt Flatow verblieb trotz heftiger Proteste der polnischen Minderheit beim Deutschen Reich. Sie wurde in die neu geschaffene Provinz Grenzmark Posen-Westpreußen eingegliedert. Als diese 1938 wieder aufgelöst wurde, kam Flatow zur Provinz Pommern. Der evangelische Kirchenkreis Flatow kam 1923 an die Kirchenprovinz Grenzmark Posen-Westpreußen und wechselte bei deren Auflösung 1941 zur Kirchenprovinz Pommern.
Am 21. Juni 1924 bestätigte das Reichsgericht die Eigentumsrechte von Friedrich Leopold Prinz von Preußen als Erbe des letzten preußischen Königs an Flatow und fällte damit eine wichtige Grundsatzentscheidung zu den Entschädigungsansprüchen des deutschen Adels in der Weimarer Republik.
Im Jahr 1945 war die Stadt Flatow Sitz des Landkreises Flatow im Regierungsbezirk Grenzmark Posen-Westpreußen der preußischen Provinz Pommern.
Im Zweiten Weltkrieg eroberte Ende Januar 1945 die Rote Armee die Region. Polnischen Quellen zufolge hatte bei der Einnahme Flatows ein polnisches Infanterieregiment der Sowjetarmee mitgewirkt. Dabei wurde die Stadt zu einem Drittel zerstört, hauptsächlich im Zentrum.
Im März oder April 1945 unterstellte die Rote Armee Flatow der Verwaltung der Volksrepublik Polen. Für Flatow führte die polnische Verwaltung im Juni 1945 die Ortsbezeichnung Złotów ein und unterzog die Einwohner einer „Verifizierung“, woraufhin sie bis 1946 aus Flatow vertrieben wurden oder die polnische Staatsangehörigkeit annehmen mussten. In Flatow/Złotów existierte ab 1945 ein „Lager für Deutsche“.
Im Juni 1945 wurden polnischsprachige Schulen eröffnet. 1975 verlor die Stadt ihren Status einer Kreisstadt, den sie erst 1999 zurückerhielt. 1977 nahm das Werk „METALPLAST“ seinen Betrieb auf, das sich zu einem der wichtigsten Industriestandorte der Region entwickelte. 2003 begann die Altstadtsanierung, mit der die wichtigsten Straßenzüge ihren ursprünglichen Charakter zurückbekamen.

### Demographie
| Jahr | Einwohner | Anmerkungen                                                        |
| ---- | --------- | ------------------------------------------------------------------ |
| 1783 | 1597      | davon etwa 600 Evangelische, 300 Katholiken und 714 Juden          |
| 1805 | 1764      | davon 1058 Christen und 705 Juden                                  |
| 1816 | 1467      | davon 616 Evangelische, 439 Katholiken und 412 Juden               |
| 1822 | 1853      | davon 831 Evangelische, 557 Katholiken und 465 Juden               |
| 1831 | 1960      | darunter viele Juden                                               |
| 1849 | 2841      | [ 8 ]                                                              |
| 1852 | 2772      | davon 1421 Evangelische, 742 Katholiken und 609 Juden              |
| 1864 | 3172      | davon 1644 Evangelische, 903 Katholiken und 535 Juden              |
| 1871 | 3311      | darunter 1700 Evangelische und 1050 Katholiken (730 Polen)         |
| 1875 | 3510      | [ 10 ]                                                             |
| 1880 | 3921      | [ 10 ]                                                             |
| 1890 | 3852      | davon 2082 Evangelische, 1368 Katholiken und 402 Juden (800 Polen) |
| 1900 | 4018      | meist Evangelische                                                 |
| 1925 | 5939      | davon 3555 Evangelische, 2105 Katholiken und 211 Juden             |
| 1933 | 7112      | [ 10 ]                                                             |
| 1939 | 7496      | [ 10 ]                                                             |

| Jahr | Einwohner | Anmerkungen |
| ---- | --------- | ----------- |
| 2012 | 18.754    |             |

## Verkehr
Die Wojewodschaftsstraße DW188 führt zu den Städten Człuchów (Schlochau) im Norden und Piła (Schneidemühl) im Süden.
Vom örtlichen Busbahnhof fahren Fernbusse nach Bydgoszcz (Bromberg), Warschau über Toruń und Koszalin über Szczecinek (Neustettin). Im Nahverkehr werden Wałcz (Deutsch Krone), Debrzno (Preußisch Friedland), Jastrowie, Chojnice (Konitz), Człuchów und Piła regelmäßig bedient.
Złotów liegt an der Strecke der ehemaligen Preußischen Ostbahn von Berlin über Malbork (Marienburg) nach Kaliningrad.
Auf dieser Bahnlinie verkehren heute von Chojnice nach Piła und auch weiter nach Krzyż Wielkopolski (Kreuz) Regionalzüge der Przewozy Regionalne. Stillgelegt ist die Bahnstrecke Świecie nad Wisłą–Złotów und die schon 1945 stillgelegte Bahnstrecke Deutsch Krone–Flatow.

## Städtepartnerschaften
Złotów unterhält Partnerschaften zu sechs Kommunen:
- Eggesin, Deutschland
- Goole, Vereinigtes Königreich
- Njaswisch, Belarus
- Rathenow, Deutschland
- Landkreis Gifhorn, Deutschland – der Landkreis ist gleichzeitig Pate des früheren deutschen Landkreises Flatow und Partner des neuen polnischen powiat Złotów
- La Flèche, Frankreich

## Persönlichkeiten

### Söhne und Töchter der Stadt
- Adolf von Gerhardt (1803–1879), preußischer Verwaltungsjurist
- Nahida Sturmhöfel (1822–1889), deutsche Dichterin und Vorkämpferin auf dem Gebiet der Frauenfrage
- Adelbert von Tobold (1827–1907), deutscher Mediziner
- Friedrich Wiebe (1829–1882), deutscher Eisenbahnbaumeister
- Theodor Jankowski (1852–1919), polnischer katholischer Geistlicher und Mitglied des Deutschen Reichstags
- Oswald Körte (1852–1924), preußischer Major, Musikwissenschaftler
- Ottomar Weymann (1853–1909), deutscher Maler
- Walter Körte (1855–1914), deutscher Wasserbauingenieur
- Werner von Weiher (1859–1904), deutscher Verwaltungsbeamter
- Arthur Cohn (1862–1926), Rabbiner
- Emil Kahnemann (1871–1930), deutscher Chemiker
- Walter Krueger (1881–1967), US-amerikanischer Vier-Sterne-General, kommandierender General der 6. US-Armee im Pazifikkrieg
- Albert Walter (1885–1980), deutscher Politiker (USPD, KPD, DP) und Gewerkschafter
- Sophie Sieg (1893–1987), deutsche Widerstandskämpferin und Bibliothekarin
- Wilhelm Dobbek (1888–1971), deutscher Pädagoge
- Heinz Wolfgang Lorenz (1899–unbekannt), SS-Obersturmführer, Landrat und Kreisleiter der NSDAP, mitverantwortlich für die Verbrechen in Piaśnica
- Hans Joachim Mallach (1924–2001), deutscher Gerichtsmediziner
- Walter Frankenstein (1924–2025), Ingenieur
- Helmut T. Heinrich (1933–2017), deutscher Schriftsteller und Übersetzer
- Günter Kahlberg (1936–1997), deutscher Verwaltungsjurist
- Eberhard Schöler (* 1940), deutscher ehemaliger Tischtennisspieler, Sportfunktionär
- Jürgen Perl (1944–2023), deutscher Informatiker
- Regine Schulz (* 1944), deutsche Gebrauchsgrafikerin
- Joachim Zdrenka (* 1952), polnischer Geschichtsprofessor
- Andrzej Kokowski (* 1953), polnischer Archäologe
- Agnieszka Bednarek-Kasza (* 1986), Volleyballspielerin
- Klaudia Adamek (* 1999), Sprinterin